# Akkermansia muciniphila
Akkermansia muciniphila è un batterio appartenente al genere Akkermansia.
I ricercatori hanno scoperto che Akkermansia muciniphila potrebbe essere utilizzato per combattere l'obesità e il diabete di tipo 2. Lo studio è stato condotto con topi sovralimentati per diventare tre volte più grassi del normale. Ai topi obesi è stato successivamente fatto assumere il batterio, e ciò ha ridotto il grasso dei topi della metà senza alcuna modifica alla dieta. Il batterio è naturalmente presente nel tubo digerente umano per il 3-5% della normale flora batterica intestinale, ma diminuisce con l'obesità. Si pensa che il batterio possa aumentare lo spessore della parete intestinale, con conseguente minore assorbimento del cibo.
Uno studio italiano del 2023 sostiene che in specifici microambienti intestinali, l'eccessivo arricchimento con questo batterio di tipo probiota potrebbe non essere utile, in particolare nei soggetti affetti da MICI o quando è presente un'infezione da Salmonella typhimurium. Inoltre, in soggetti affetti da malattia di Parkinson e sclerosi multipla vi è una particolare abbondanza di questo batterio nelle feci.